# 고장률
고장률(故障率, Failure rate)은 공학 시스템이나 소자가 얼마나 자주 고장이 나는지를 의미한다. 이것은 종종 그리스 문자 λ로 표현되며 신뢰성 공학 분야에서 중요하게 다루어진다. 예를 들어 시간당 고장수로 표현될 수 있다.
한 예로 Weibull distribution에 대한 고장률은 다음과 같이 나타낼 수 있는데, 이때 와이블 분포는 부품의 악화나 마모에 대해 알기 위해 고장률을 결정하는 것이 매우 중요하다.그래서 이에 대해 구해보면 처음은 특정한 시간 t까지 고장나지 않을 확률,즉 신뢰도에 대한 함수를 R(t)라 하자.
그렇다면 t시간이후에 사건이 일어날 확률 즉 R(t)=P(T>t)= 1-F(t)이다.이때 F(t)는 f(t)의 적분함수이다.
주어진 조건 t에서 t+△t사이에 간격에서 부품이 고장날 확률은 [F(t+△t)-F(t)]/R(t)이다.
여기서 이 비율을 △t로 나누어지면, 즉 이것이 고장률인데 이 고장률 Z(t)=[lim F(t+△t)-F(t)]/△t*R(t)= F'(t)/R(t)=f(t)/1-F(t)이다.
즉 Z(t)= α^(B)βx^(β-1)이다.
이고장률에 대해 좀더 해석해보면 만일 beta가 1일경우 고장률을 상수이다. 이것은 지수분포의 특별한 경우를 일컫는다.
만일 beta가 1보다 클경우 고장률은 시간t가 증가하는 함수로서 시간이 지남에 따라 마모가되는 것을 말한다. 즉, 사람이나 일반적인 대부분의 기계를 일컫는 것을 말한다.
만일 beta가 1보다 작을 경우, t의 감소함수로서 시간이 지남에 따라 오히려 더 단단해지고 튼튼한 경우를 말한다.
따라서 이러한 beta의 크기만으로도 그 물건의 특성에 대해 파악할 수 있다.

## 같이 보기
- 고온 검사
- 실패
- 신뢰성 공학
- 생존분석
- 베이불 분포